# Rotes Chemiegebäude
Das „Rote Chemiegebäude“ (polnisch Czerwona Chemia, wörtlich „rote Chemie“) der Schlesischen Technischen Universität ist ein Backsteingebäude in Gliwice (Gleiwitz). Das Gebäude ist Sitz des Lehrstuhls für Chemie und befindet sich an der Kreuzung der Straßen Marcina Strzody und Wrocławska, gegenüber dem Plac Krakowski. Bis 1945 war hier die Maschinenbau- und Hüttenschule Gleiwitz untergebracht, für die dieses Gebäude errichtet wurde.
Das neogotische Gebäude wurde vom Architekten Georg Kuczora entworfen und zwischen 1906 und 1907 erbaut. Georg Kuczora hat auch die Peter-Paul-Kirche entworfen.
Das Gebäude wurde in Anlehnung an Gebäude aus dem 14. und 15. Jahrhundert gestaltet. Es besitzt Risalite, Staffelgiebel und einen Turm. Für die Gestaltung der Fassade aus Ziegelsteinen wurden auch keramische Elemente und gefärbte und glasierte Ziegel genutzt. Ein Detail der Fassade ist das alte Wappen von Gleiwitz am Turm.
Benachbart ist das Graue Chemiegebäude, das ebenfalls zum Chemielehrstuhl gehört.

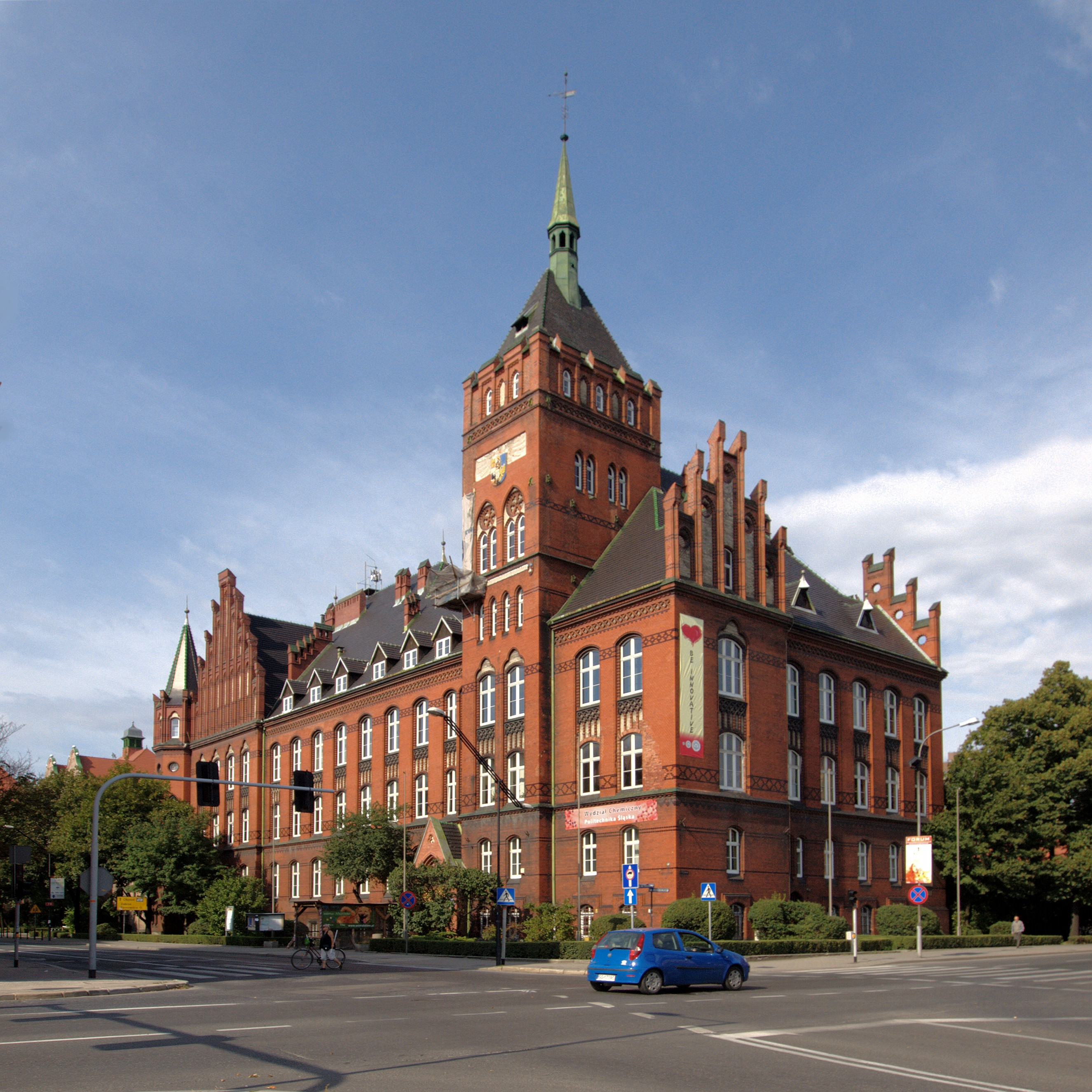
Das Chemiegebäude
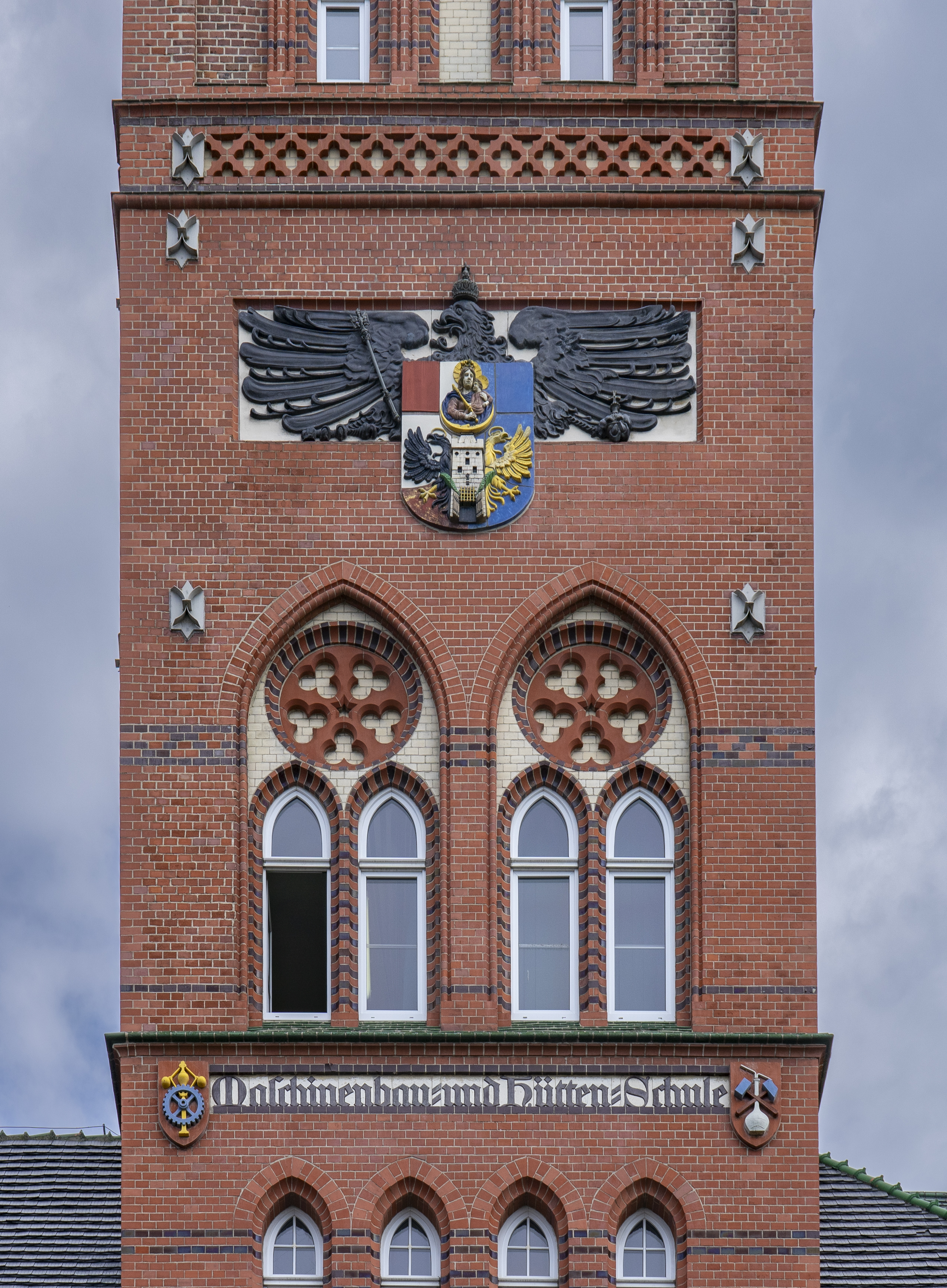
Turm mit altem Wappen